# San Pietro di Castello (Venedig)

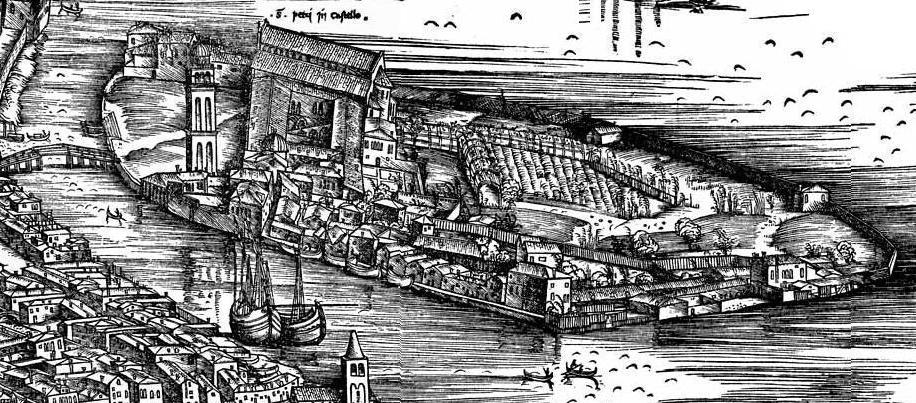
Die Insel mit der Kirche San Pietro di Castello, Ausschnitt aus dem Plan des Jacopo de’ Barbari (1460/1470–vor 1516, der den Zustand um 1500 darstellt)

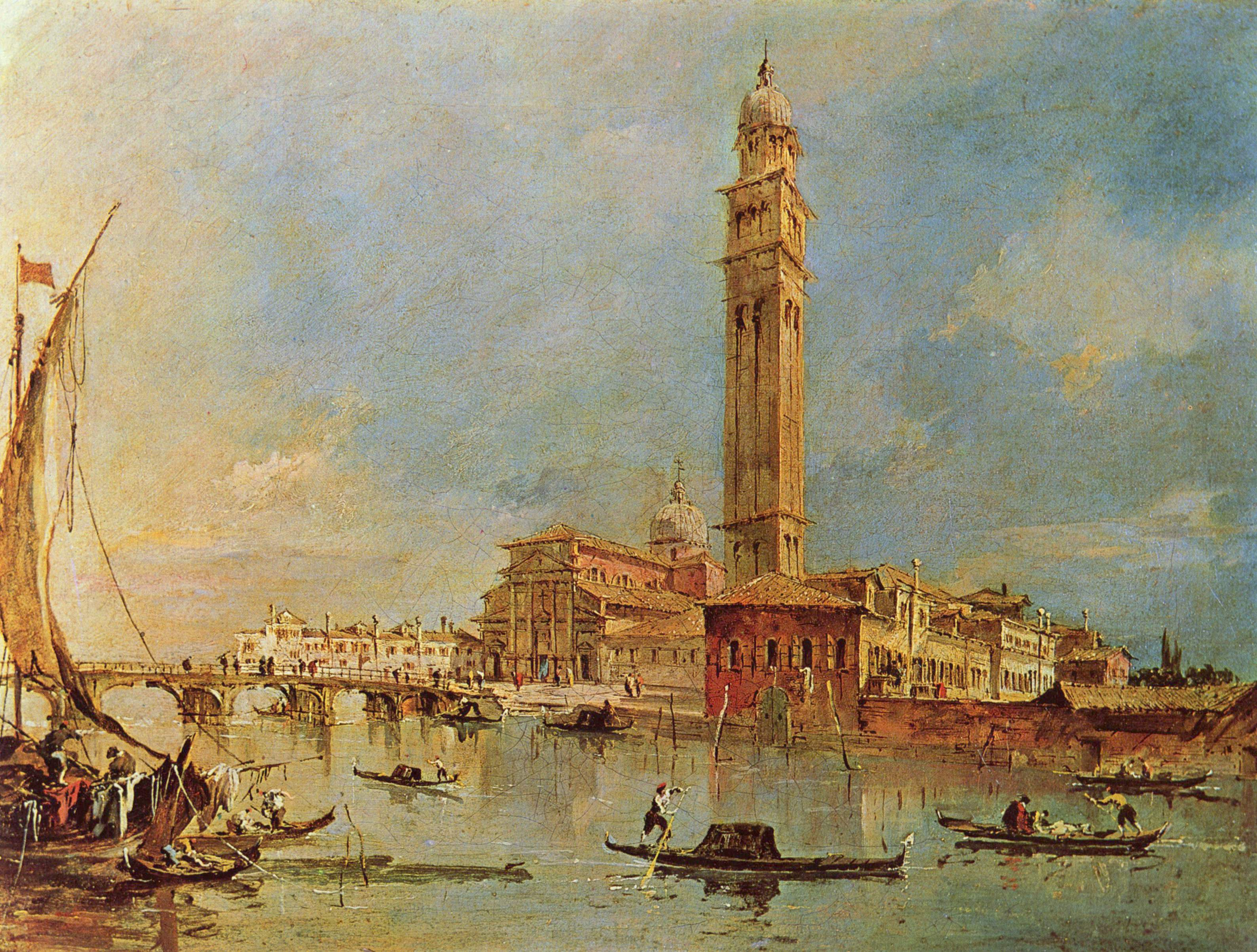
Francesco Guardi, San Pietro di Castello, Museu Calouste Gulbenkian

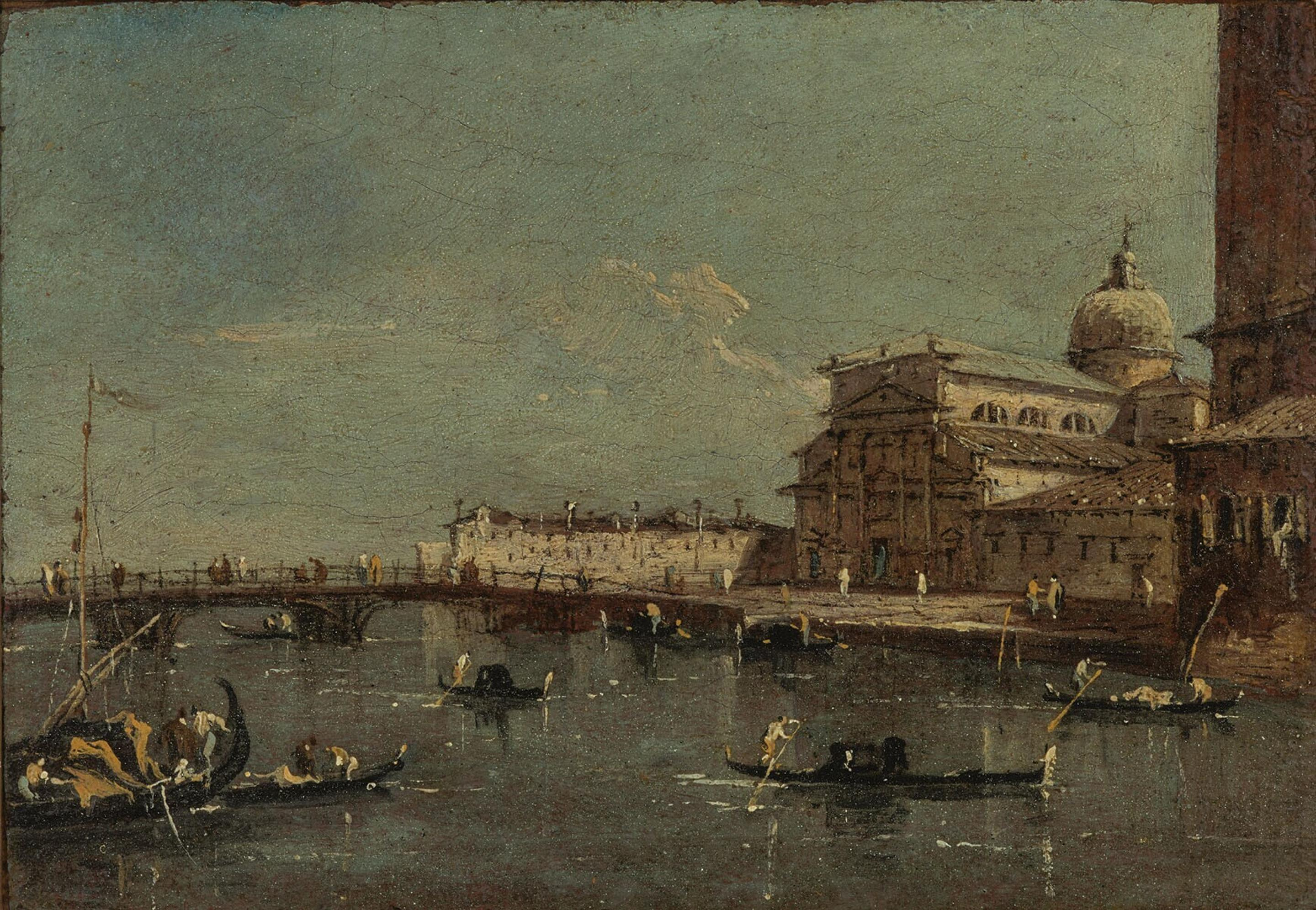
Ders.: Öl auf Leinwand, 16,7 mal 23,7 cm, Museum Boijmans Van Beuningen

Die Basilika San Pietro di Castello liegt auf der gleichnamigen kleinen Insel im östlichsten Teil des historischen Zentrums von Venedig im Sestiere Castello. Diese Insel führte einst den Namen Olivolo und war vermutlich die erste befestigte Ansiedlung im frühen Venedig. Die römisch-katholische Kirche trägt den Titel einer Basilika minor und ist die Konkathedrale des Patriarchen von Venedig. Der heutige Bau stammt aus dem 16. Jahrhundert und steht an einer Stelle auf der bereits im 7. Jahrhundert eine Kirche stand. 1451–1807 war sie die Kathedrale von Venedig und das geistige und administrative Zentrum des religiösen Venedig.
Der ganz mit istrischem Kalkstein verkleidete schiefe Glockenturm wurde 1482 durch Mauro Codussi errichtet. Südlich an die Kirche schließt der ehemalige Palast des Patriarchen von Venedig an. Nach seiner Umwandlung in eine Kaserne im 19. Jahrhundert ist er heute in desolatem Zustand. Zwischen Campanile und Bischofspalast existierte bis zum Jahre 1810 eine vor-gotische Taufkirche. Die Randlage von San Pietro spiegelt die geringe Rolle des Bischofs von Venedig im Vergleich zur Staatsmacht wider.

## Geschichte
1986 bis 1991/92 fand eine Reihe von ersten archäologischen Grabungen statt, Notgrabungen hinter der Kathedrale unter Leitung von Michele Tombolani, zunächst auf nur 18 m², dann auf 115 m² – für Venedig eine beachtliche Fläche. Stefano Tuzzato aus Padua löste ihn 1989 ab. Arginature – ein Flechtwerk zur Uferbefestigung – wurden bereits im 5. und 6. Jahrhundert eingerichtet, vor allem aber im 7. Jahrhundert, daher ist es kein Zufall, dass sich dort eine byzantinische Kirche für die Heiligen Sergius und Bacchus fand. Auch fand sich eine Art Straße aus Holzbohlen. Zudem entstanden die ersten Holzhäuser (casoni), allerdings auf Stein gegründet, in einer Art Kastenform aus senkrechten Steinscheiben. 2000 bis 2002 fanden neuerliche Grabungskampagnen statt, nachdem die Grabungen in Torcello abgeschlossen waren, die sich diesen byzantinischen Strukturen widmeten. Anfang 1992 hatte sich bereits Keramik aus römischer Zeit gefunden, zur Überraschung der meisten Historiker. Nun fanden sich Drainagen in der Nachbarschaft des Tombolani-Areals. Die Keramik, Terra Sigillata, stammte aus Africa und Gallia, wurden zur Verfüllung benutzt. Darunter befanden sich wieder mittelalterliche Objekte. Die Keramik stammte aus dem ersten vorchristlichen bis ersten nachchristlichen Jahrhundert, ähnlich wie auf La Certosa, wurde aber umgenutzt. Byzantinische Soldaten bewachten dort die Durchfahrt von San Nicolò, denn so war es möglich, Getreide von Istrien unter weitgehender Vermeidung des offenen Meeres durch die Lagunen zu transportieren, vor allem im Winter. Dies wurde bereits im 2. Jahrhundert v. Chr. praktiziert. Zu dieser Zeit mündeten die später um die Lagune geleiteten Flüsse noch in die Olivolo-San Pietro umgebenden Gewässer. Deren Strömungen mit ihren wechselnden, durch die Gezeiten in der Adria ausgelösten Richtungen, konnten bei entsprechender Kenntnis durch die Schifffahrt genutzt werden. Damit wurde Olivolo zum Knotenpunkt des Schiffsverkehrs. So konnte man während der Flut Richtung Altinum fahren, bei Ebbe entsprechend entgegengesetzt.
Schon vor der Kirche hatte dort ein oströmisches Castrum bestanden, das wahrscheinlich die Einfahrten von Sant’Erasmo und San Nicolò di Lido kontrollierte. Die Insel war ab etwa 600 kontinuierlich bewohnt, was in der nördlichen Lagune die Ausnahme ist. Einem beschleunigten Anstieg des Meeresspiegels, wie er sich an vielen Stellen in der Lagune beobachten lässt, versuchte man durch Erhöhung und Ausdehnung der Siedlungsfläche entgegenzuwirken. In einem Haus fand man Münzen der Kaiser Herakleios I. (610–640) und Constans II. (655–658), dazu drei Bleisiegel. Offenbar mussten die Bewohner die Insel im 8. Jahrhundert aufgeben.
Der älteste Vorgängerbau, den byzantinischen Heiligen Sergius und Bacchus geweiht, geht auf das 7. Jahrhundert zurück; der Legende nach war es eine Gründung des Heiligen Magnus von Oderzo. Zu dieser Zeit gab es nur einzelne verstreute Siedlungen auf den Laguneninseln, die jedoch durch Flüchtlinge angewachsen waren. 774/76 wurde die Kirche zum Sitz des Bischofs von Olivolo, wie Castello zu dieser Zeit hieß – fast unmittelbar nach der Eroberung Pavias und des Langobardenreichs durch Karl den Großen. Das Herzogtum Friaul hatte zwar den letzten Langobardenkönig Desiderius gegen Karl nicht unterstützt, doch ging von dort nun eine Revolte gegen die Franken aus, die anfänglich sogar erfolgreich war. Nach der Niederschlagung ersetzten die Franken die führenden Personen durch Bajuwaren und Alamannen. Im selben Zuge wurden Flüchtlinge vor den Franken möglicherweise auf San Pietro angesiedelt.
Dessen Entwicklung dürfte die Umsiedlung des Dogensitzes von Metamaucum (bei Malamocco) nach Rialto förderlich gewesen sein. Doch geriet die Kirche bald in einen Streit innerhalb der Lagune. Angeführt von der Familie der Mastalici wurde nämlich der Doge Giovanni I. Particiaco im Jahr 836 nach Verlassen der Kirche gefangen genommen, rasiert und geschoren und nach Grado abgeschoben, wo er bald starb. 841 wurde die Kathedrale von Bischof Orso Particiaco neu gegründet und nun dem Apostel Petrus geweiht.
Am 25. Dezember 1120 zerstörte ein Feuer die Kirche mitsamt den benachbarten Häusern. Es erfolgte die Errichtung eines neuen, größeren Gebäudes.
1451 wurde trotz der inzwischen vorhandenen Randlage San Pietro Sitz des Patriarchen von Venedig und es begann eine intensive Bautätigkeit. 1480 wurde der Campanile erbaut, 1558 erhielt Andrea Palladio den Auftrag zur Neugestaltung der Kirche, seine erste Arbeit in Venedig. Der auftraggebende Patriarch Vincenzo Diedo starb jedoch, bevor die Pläne ausgeführt werden konnten. 1594 bis 1596 wurde von Francesco Smeraldi, einem Schüler Palladios, die Fassade errichtet. Vermutlich aus Geldmangel wurde jedoch der Originalentwurf Palladios stark vereinfacht.
1807 wurde die Basilica di San Marco nach dem Willen Napoleons die offizielle Kathedrale von Venedig und San Pietro nun Co-Kathedrale. Das angeschlossene Kloster wurde auf Befehl von Eugène de Beauharnais, Vizekönig von Italien, aufgelassen und als Pulvermagazin verwendet.
Nach 1807 wurde San Pietro zunehmend vernachlässigt und im Ersten Weltkrieg durch österreichische Brandbomben beschädigt. In der Nacht zum 10. August 1916 brachte eine Bombe die Kuppel zum Einsturz.
Ab 1970 erfolgte eine gründliche Restaurierung der Basilika, die heute zum UNESCO-Welterbe gehört. Die Kirche ist Mitglied der Chorus-Assoziation der Kirchen Venedigs.

## Beschreibung

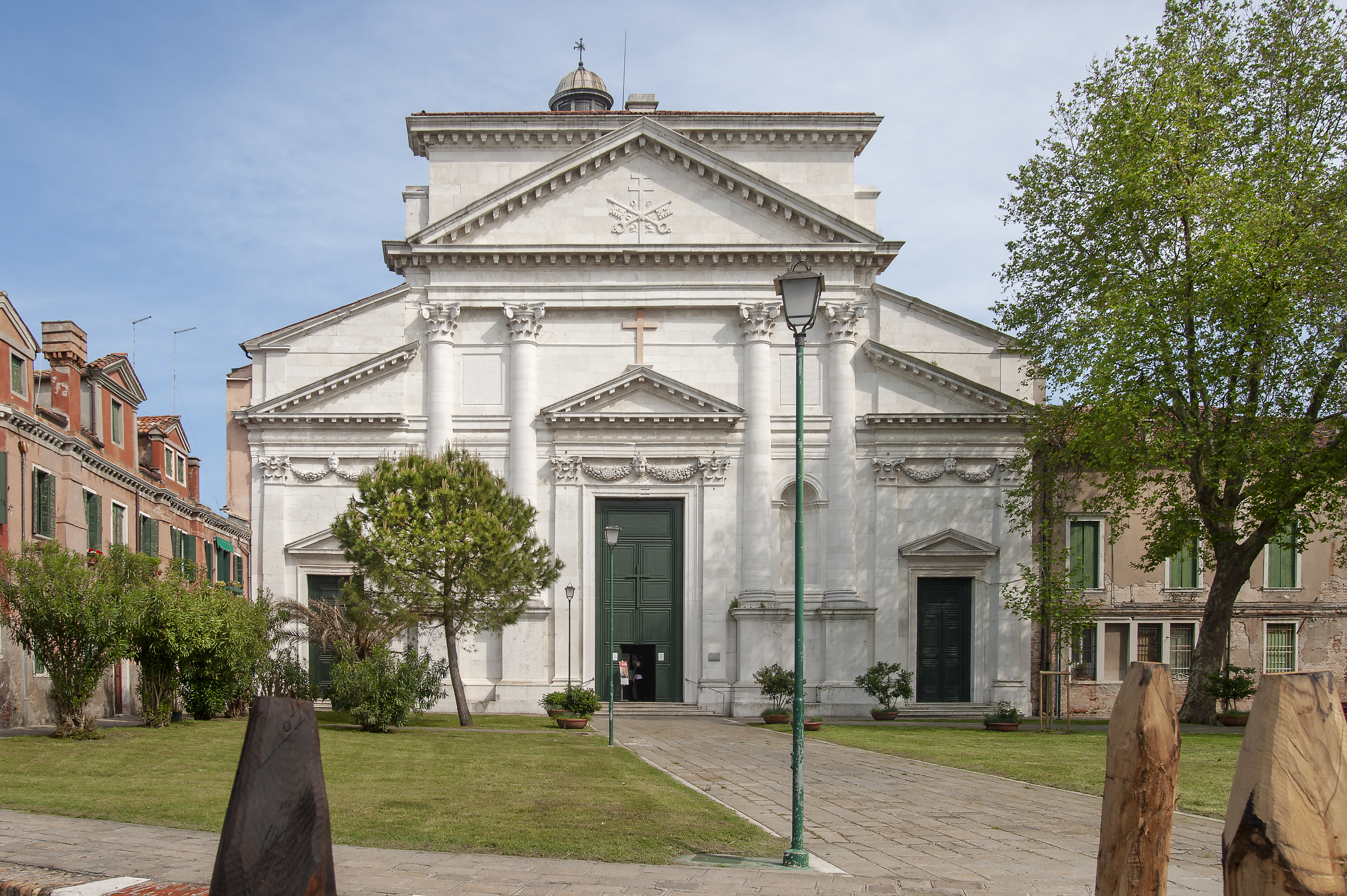
Fassade

Die Fassade zeigt unverkennbar die Handschrift Andrea Palladios. Es handelt sich hierbei um seinen ersten Fassadenentwurf eines sakralen Gebäudes aus dem Jahr 1558. Ausgeführt wurde die Fassade jedoch erst 1598, lange nach Palladios Tod, von Francesco Smeraldi. Zwar ist Palladios Einfluss noch deutlich zu erkennen ist, aber die aktuelle Gestalt weicht besonders in ihren Details von den Forderungen im Vertrag aus dem Jahr 1558 ab.
Ungewöhnlich ist das Vorhandensein von jeweils einem Portal in den Seitenschiffen neben dem Hauptportal. Der dreischiffige Innenraum in der Form eines lateinischen Kreuzes, mit einem Hauptschiff und zwei Seitenschiffen wird von einer mächtigen Kuppel überragt. Die Kirche wird von Thermenfenstern belichtet. Der Bau stammt von Giovanni Girolamo Grapiglia, dem Baumeister des Palazzo Loredan. Baulich weist die Kirche Ähnlichkeiten mit Palladios San Giorgio Maggiore auf. Die bereits 1825 nach einem Brand erneuerte Kuppel wurde durch ein österreichisches Bombardement während des Ersten Weltkrieges vernichtet und danach wieder aufgebaut.

## Innenausstattung

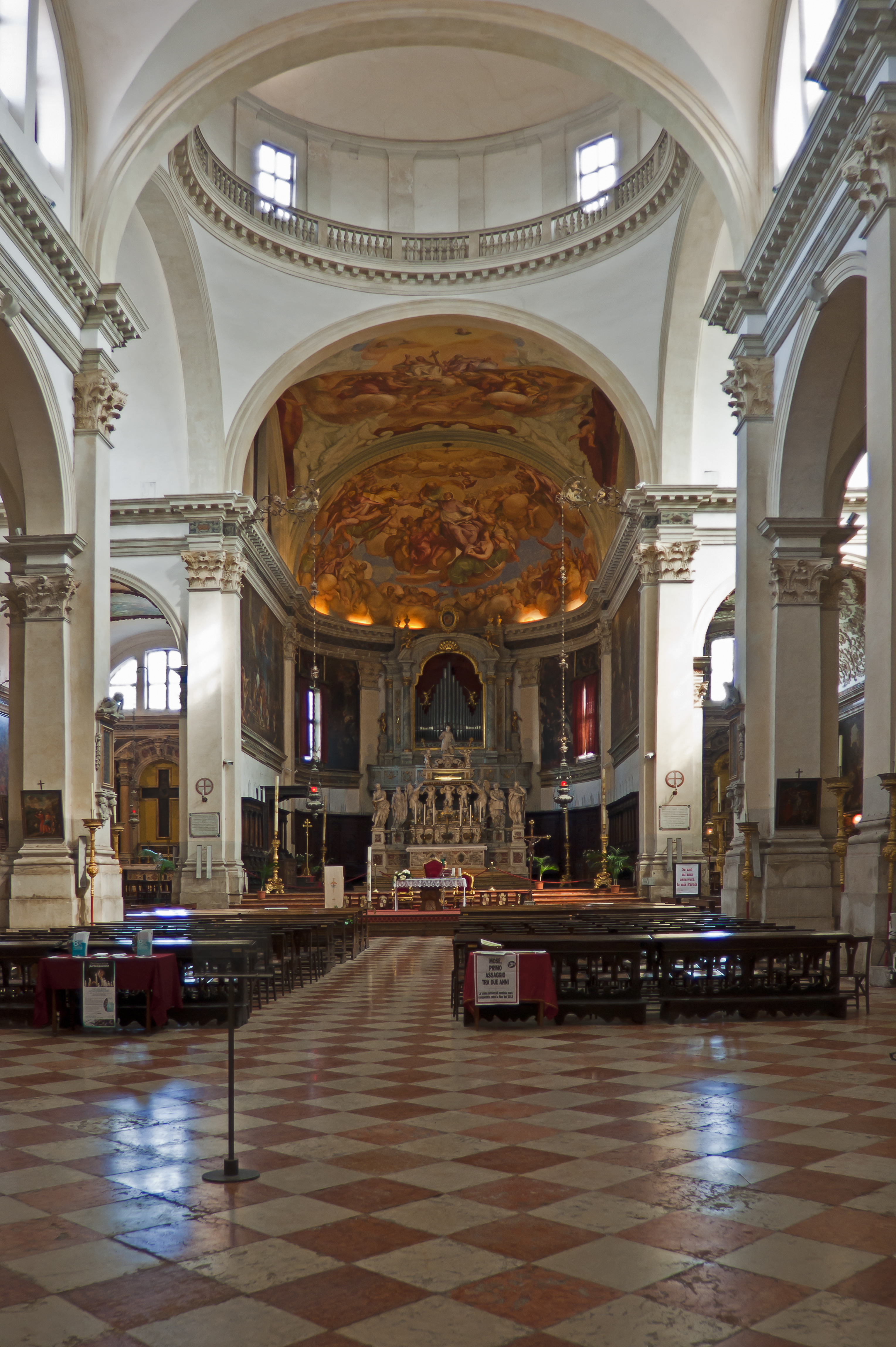
Innenraum

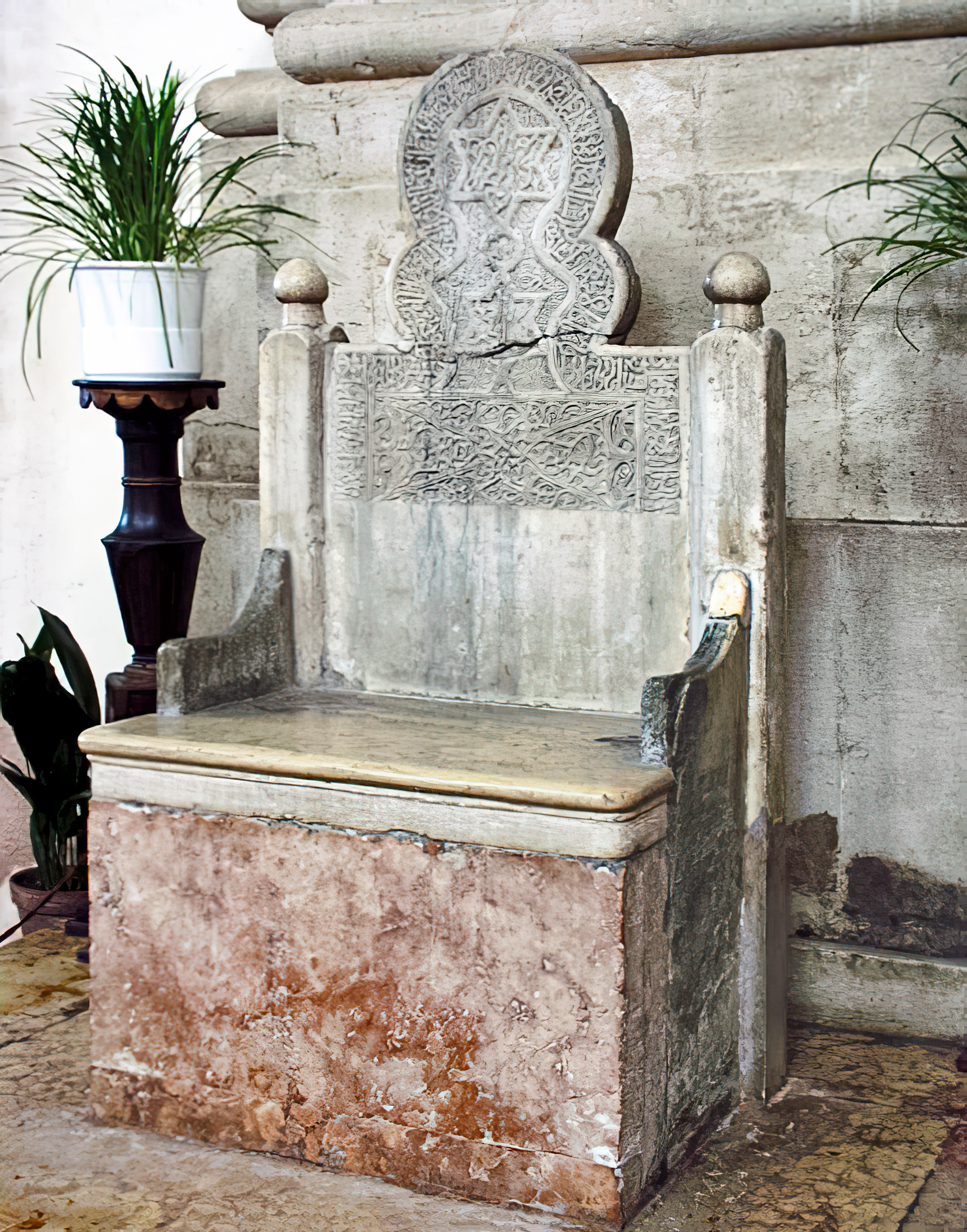
Sogenannte Kathedra des Heiligen Petrus

Die künstlerische Gestaltung des Innenraumes steht im Gegensatz zur strengen Architektur Palladios und stammt im Wesentlichen aus dem 17. Jahrhundert. Es waren unter anderen folgende Künstler hier tätig: Francesco Ruschi, Pietro Ricchi, Pietro Liberi, Melchior Barthel, Clemente Moli, Gregorio Lazzarini, Antonio Molinari, Daniel Heinz, Giovanni Segala, Antonio Bellucci, Girolamo Pellegrini, Francesco Solimena, Michele Ungaro. Von der antiken, durch Brand zerstörten Kirche, sind nur wenige Überreste vorhanden.
Folgende Kunstwerke sind besonders hervorzuheben:
- Hauptaltar: von Baldassare Longhena als Grabdenkmal des ersten Patriarchen von Venedig, des Heiligen Lorenzo Giustiniani, entworfen. Die Skulpturen stammen von Giusto Le Court, Francesco Cavrioli und Bernardo Falcone.
- Vendramin-Kapelle (linkes Seitenschiff): Erstlingswerk von Longhena. Hier befindet sich ein um 1650 von Luca Giordano geschaffenes Altarbild, (Madonna mit Kind und Seelen im Fegefeuer)
- Lando-Kapelle (linkes Seitenschiff): birgt eine Sacra Conversazione von Marco Basaiti, ein Mosaikbild von Arminio Zuccato, nach einem Karton von Jacopo Tintoretto (ca. 1570), sowie eine Büste des Heiligen Lorenzo Giustiniani von Antonio Rizzo. Über dem Eingang zur Kapelle ein Spätwerk Paolo Veroneses (Die Heiligen Johannes Evangelist, Petrus und Paulus)
- Skulptur der Immaculata (linkes Seitenschiff) von Giovanni Maria Morlaiter (18. Jahrhundert).
- Kathedra Petri (rechtes Seitenschiff): soll von dem byzantinischen Kaiser Michael III. dem Dogen Pietro Tradonico geschenkt worden sein. Der Vorderteil kann tatsächlich ein alter Bischofsstuhl sein, während die sehenswerte Rückenlehne eine aus dem 11. Jahrhundert stammende islamische Grabstele, mit arabischen Verzierungen und kufischen Koranversen ist.